# Паяльник

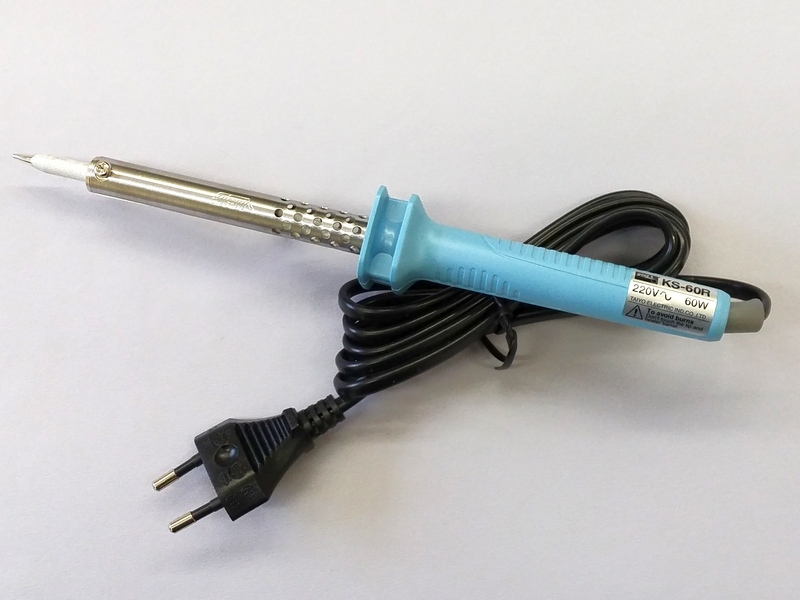
Электропаяльник сетевой непрерывного нагрева

Пая́льник — ручной инструмент, применяемый при лужении и пайке для нагрева деталей, флюса, расплавления припоя и внесения его в место контакта спаиваемых деталей.
Рабочая часть паяльника, обычно называемая жалом, нагревается пламенем (например, от паяльной лампы) или электрическим током.

## Разновидности

### Паяльники с периодическим нагревом

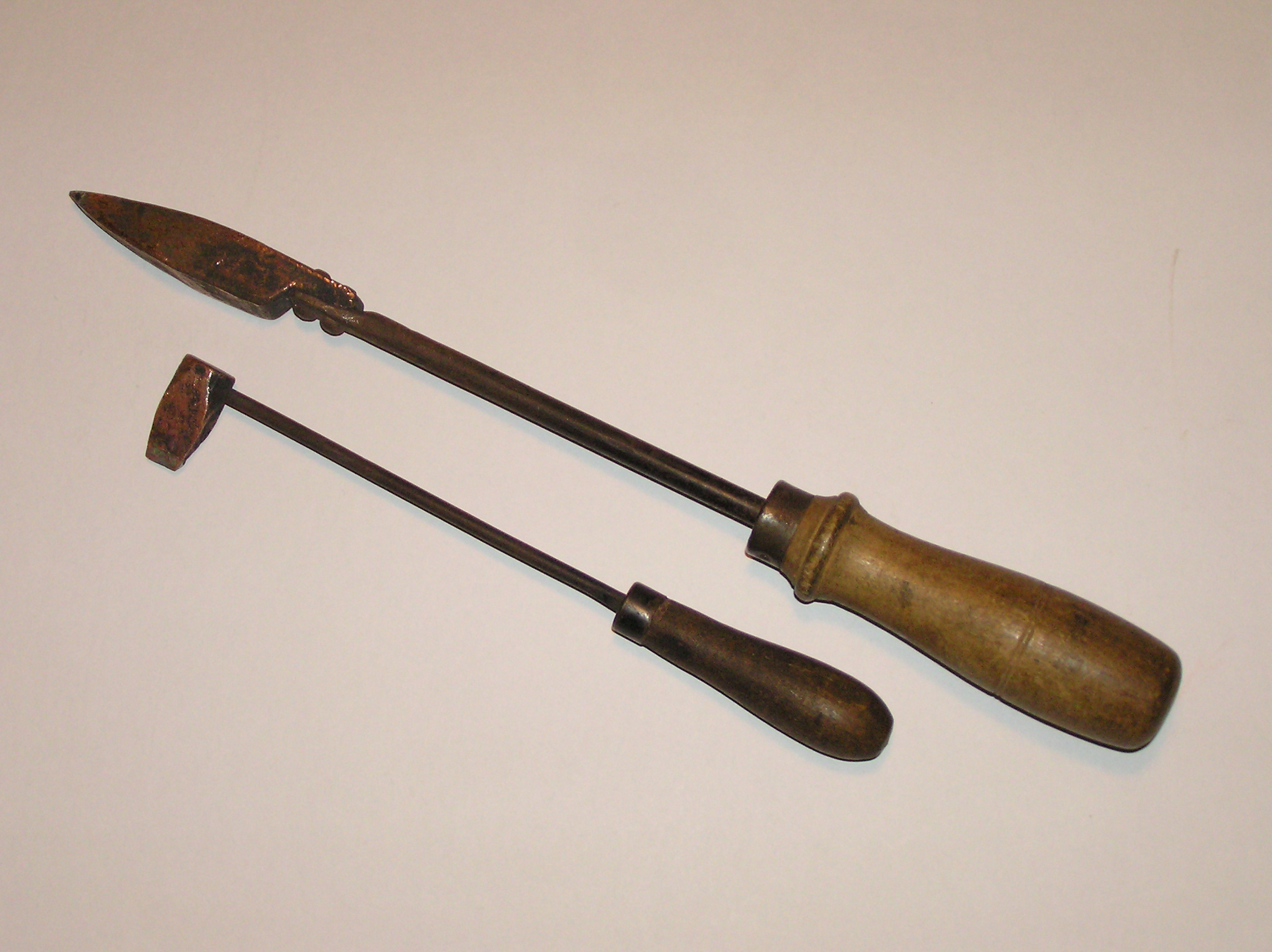
Молотковые паяльники

- Молотковые и торцевые паяльники представляют собой массивный рабочий наконечник, закреплённый на относительно длинной металлической рукоятке, длина которой обеспечивает безопасную эксплуатацию инструмента. Для выполнения специальных работ паяльники подобного типа снабжаются фасонными наконечниками или фасонными жалами. Нагрев этих паяльников осуществляется внешними источниками тепла — главным образом огнём от газовых или бензиновых горелок[1]. Это наиболее старый вид паяльников, известен с античных времён.
- Дуговой паяльник — нагрев паяльника осуществляется электрической дугой, периодически возбуждаемой между угольным электродом, помещённым внутри паяльника, и наконечником. Например, дуговой паяльник с массой жала 1 кг нагревается до температуры 500 °C при напряжении 24 В в течение 3 мин, при этом потребляемая им мощность составляет 1,5—2,0 кВт.

### Паяльники с постоянным нагревом
- Электропаяльники имеют встроенный электронагревательный элемент, работающий от электросети (напрямую или через понижающий трансформатор) либо от аккумуляторов.
- Газовые — паяльники со встроенной газовой горелкой (горючий газ подаётся из встроенного баллончика со сжиженным газом, или, что реже, газ подаётся по шлангу от внешнего  источника).
- Паяльники, работающие на жидком топливе (жидкотопливные паяльники) — схожи с газовыми, но нагрев осуществляется пламенем сгорающего жидкого топлива.
- Термовоздушные — в паяльниках такого типа нагрев деталей, расплавление припоя происходит путём обдува их струёй горячего воздуха. В этом он напоминает промышленный фен, но, в отличие от него, используется тонкая высокотемпературная струя воздуха.
- Инфракрасные — нагревание осуществляется источником инфракрасного излучения. Разновидностью таких паяльников являются инфракрасные лазерные паяльники.

## Описание типов паяльников

### Паяльные станции
Миниатюризация электронных компонентов, их чувствительность к высокой температуре, использование бессвинцовых припоев с более высокой температурой плавления привело к появлению паяльных станций с дополнительными функциями:
- Выбор произвольной температуры, термостатирование жала, быстрый нагрев (менее 15 секунд)
- Жала разной формы, допускающие замену на лету
- Ждущий режим с пониженной температурой и автоотключение (шариковый датчик наклона или акселерометр)

Часто в качестве нагревательного элемента используется плёночный нагреватель на керамической подложке, помещённый в герметичный корпус из теплопроводной керамики. Достоинства такого нагревателя - продолжительный срок службы и надёжная электрическая изоляция жала от нагревающей электрической цепи.
Кроме того, существуют паяльные станции предназначенные для пайки горячим воздухом или ИК-излучением, демонтажа деталей (оснащённые отсосом припоя), с устройствами автоматической или полуавтоматической подачи припоя и флюса и т. п.

### Стержневой паяльник

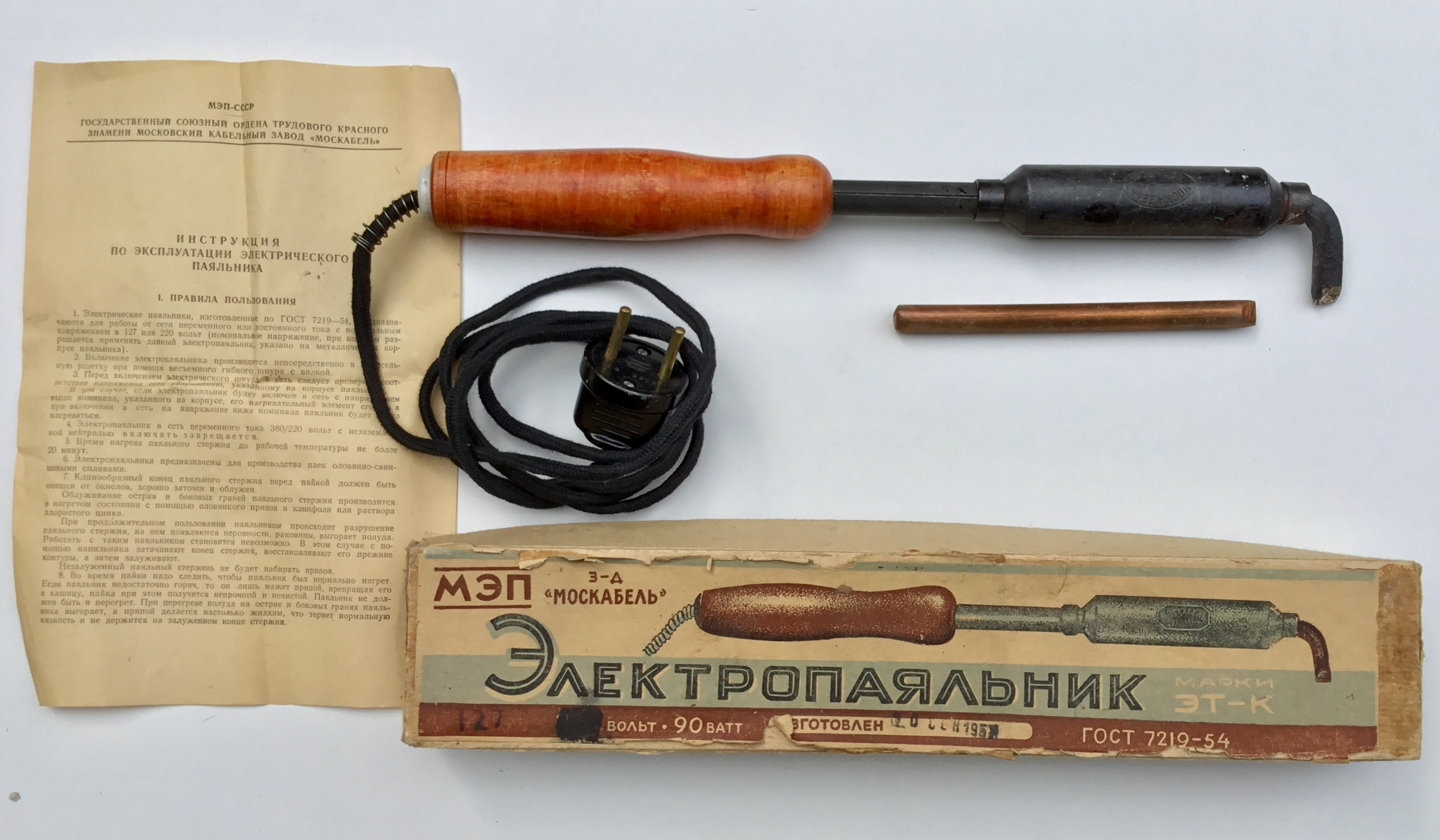
Советский электропаяльник на 127 вольт, 1957 год

Конструкция наиболее распространённого в быту варианта электропаяльника представляет собой металлический кожух, снабжённый пластмассовой или деревянной рукояткой, в который помещён трубчатый нагревательный элемент (нагреватель). Внутрь нагревателя одним концом помещён сменный, обычно медный стержень («жало»), заточенный на выступающем наружу конце под конус или двугранный угол. Конец жала — рабочий конец, залуживается.
Нагреватель представляет собой намотанную на трубку из керамики или металлическую трубку обёрнутую листовой слюдой проволоку из нихрома или другого сплава с высоким удельным сопротивлением и устойчивостью к окислению при высокой температуре.
В современных паяльниках такого типа иногда используется плёночный нагреватель, напылённый на керамическое трубчатое основание, либо керамический объёмный нагреватель. Нагреватель подключён к токоведущему проводу, проходящему сквозь ручку и подключаемому к сети или понижающему трансформатору.
Существует вариант конструкции, в котором внутрь нагревательного элемента помещён металлический сердечник, снабжённый отверстием с резьбой, в которое ввинчивается сменное жало.
Работа со стержневым паяльником

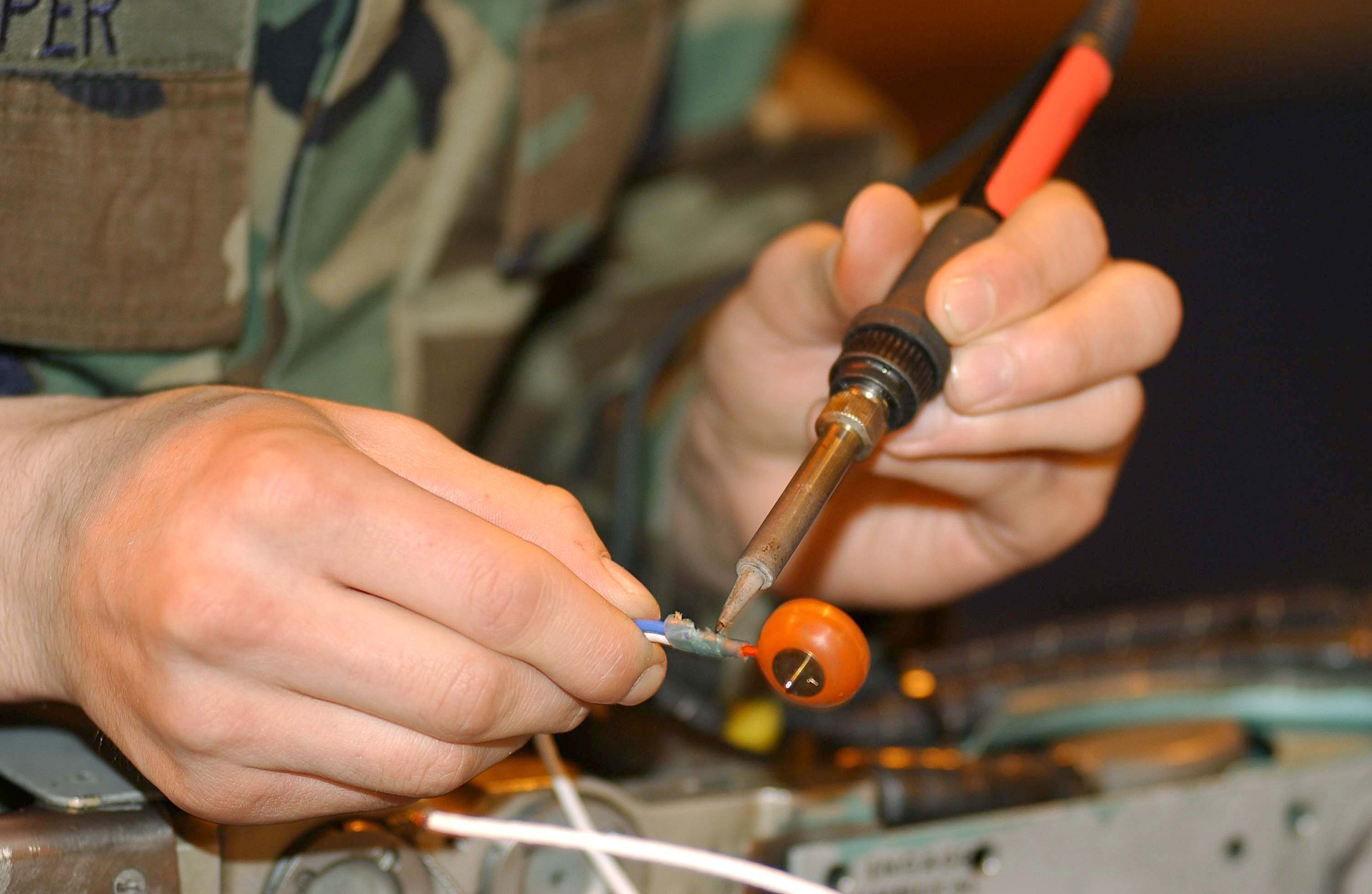
Работа паяльником (пайка)

После включения и нагрева конца жала свыше температуры плавления припоя (около 5—6 минут) паяльник готов к работе.
Перед пайкой на соединяемое место наносят флюс, растворяющий окисные плёнки на поверхности деталей, что обеспечивает лучшее смачивание поверхности металла припоем.
В качестве флюса для пайки мелких деталей из меди и сплавов на основе меди, лужёных стальных деталей часто используется канифоль или её спиртовой раствор. Для других металлов и сплавов могут использоваться иные (активные) флюсы, например, ортофосфорная кислота или водный раствор хлорида цинка. После пайки с применением активных флюсов паяный шов тщательно отмывают от остатков флюса, во избежание коррозии.
При пайке электронных (например, печатных плат) и электрических приборов активные флюсы не применяют, так как даже следы неотмытого флюса, из-за его электропроводности и гигроскопичности, могут полностью нарушить работу устройства. При пайке этих устройств применяют неэлектропроводные флюсы, наиболее популярны канифоль или спирто-канифольный флюс.
При первом включении новый, ранее не включавшийся паяльник дымит с характерным запахом гари, что проходит через несколько минут. Это не является признаком неисправности и происходит из-за выгорания клейкой ленты или клейкого слоя, которым были склеены листы слюды при изготовлении нагревателя и следов смазки на деталях паяльника. Некоторые виды изделий в процессе изготовления покрываются специальной краской, предохраняющей металлический кожух от коррозии во время хранения в торговой сети и на складах. Такая окраска легко удаляется после первичного прогревания.
Мощность и рабочая температура жала некоторых паяльников со временем незначительно падают, так как происходит поверхностное окисление проволоки нагревательного элемента, что вызывает уменьшение её сечения. Для компенсации этого диаметр проволоки при изготовлении паяльника изначально выбирают немного большим, а для поддержания нужной температуры, при ответственных пайках, используют внешний регулятор напряжения, например, автотрансформатор или реостат или термостатируют жало регулятором температуры.

### Импульсный паяльник

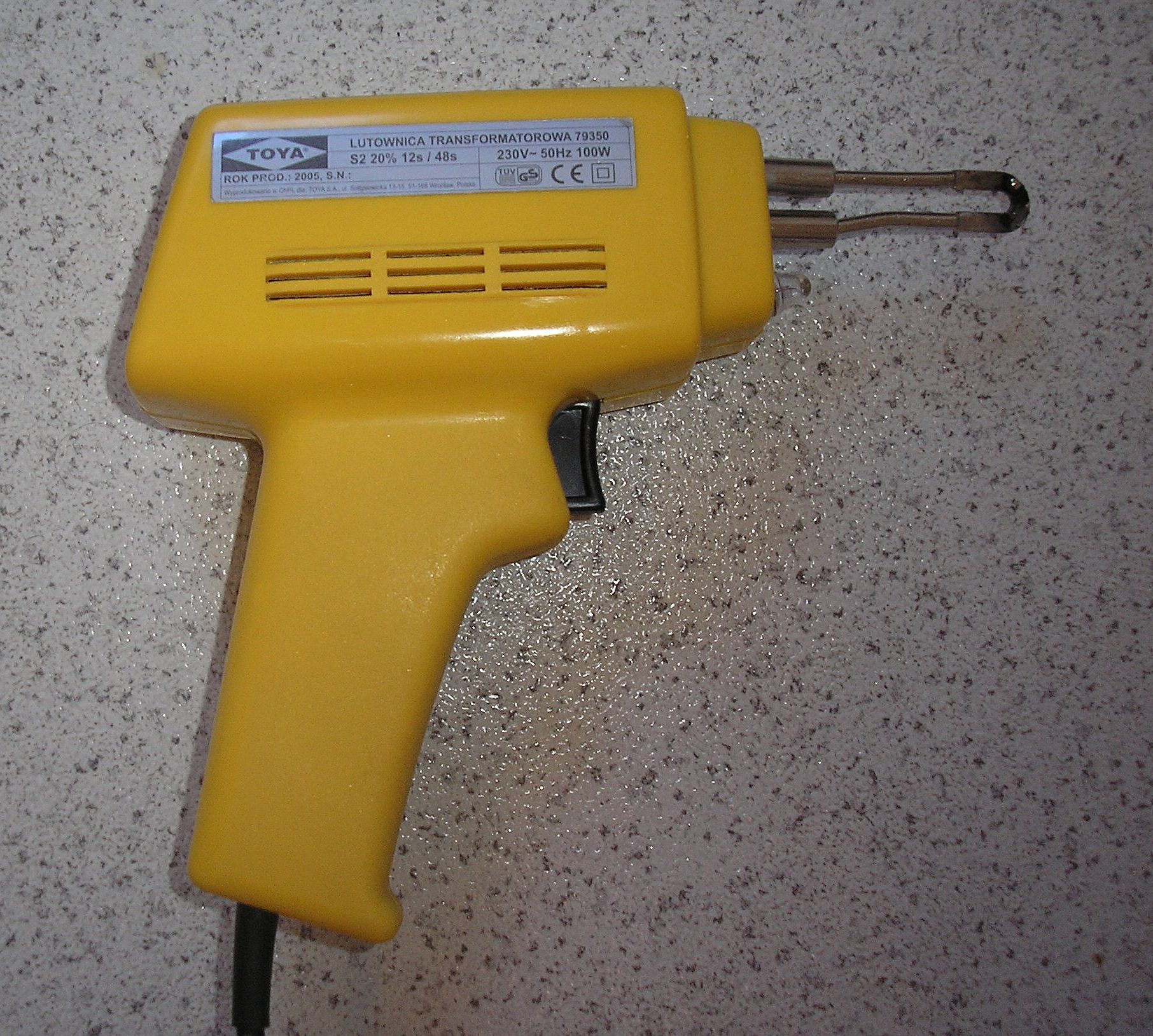
Паяльник-пистолет

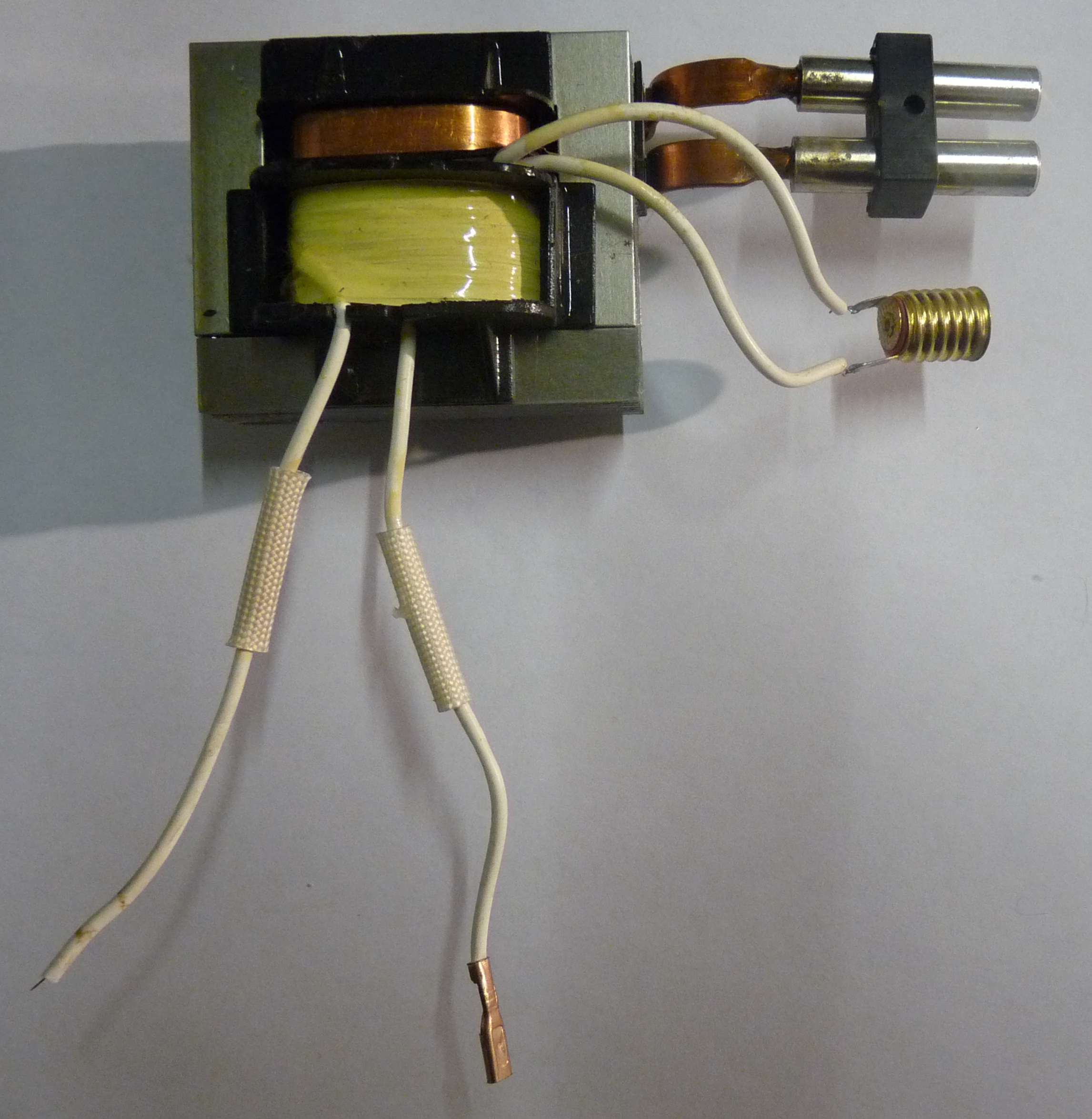
Внутреннее устройство импульсного паяльника

Импульсный паяльник — одна из разновидностей бытового паяльника,
представляет собой инструмент в форме пистолета, на конце которого находятся 2 электрических контакта и почти всегда источник подсветки зоны пайки. Контакты соединены со вторичной обмоткой трансформатора, расположенного в корпусе паяльника, причём эта обмотка имеет всего 1 или 2 витка из толстого медного провода. К зажимам контактов присоединён кусок толстой (1—2 мм) медной проволоки длиной 3—5 см, являющейся одновременно нагревательным элементом и жалом паяльника. При включении инструмента клавишей, расположенной на корпусе, ток вторичной обмотки, достигающий несколько десятков ампер, быстро, за несколько секунд, разогревает медную проволоку до рабочей температуры. В импульсных паяльниках вместо массивного трансформатора, работающего на промышленной частоте (50—60 Гц), используется импульсный электронный преобразователь, с частотой преобразования в десятки кГц, что позволяет уменьшить их массу и габариты и сделать их использование значительно более удобным.

### Индукционный паяльник
В индукционных паяльниках нагрев жала осуществляется путём наведения в нём электрических токов высокочастотным электромагнитным полем, создаваемым катушкой-индуктором. Внутри жала расположен ферромагнитный сердечник, нагревающийся за счёт потерь на гистерезис и, в меньшей степени, за счёт вихревых токов (токов Фуко). В таких паяльниках нагревается только жало, что позволяет сделать паяльник предельно лёгким и миниатюрным. Термостабилизация таких паяльников может осуществляться как традиционным способом (с помощью термопары или терморезистора, находящихся в тепловом контакте с жалом), так и путём выбора материала ферромагнитного сердечника с температурой Кюри, равной необходимой температуре жала. В последнем случае, достигнув температуры Кюри, сердечник утрачивает ферромагнитные свойства и подвод энергии за счёт перемагничивания сердечника почти полностью прекращается.

## Области применения
Электропаяльники малой мощности (5—40 Вт) обычно используются для пайки электронных компонентов при помощи легкоплавких оловянно-свинцовых припоев; это основной инструмент электромонтажника и электромеханика.
Мощные электропаяльники (100 и более ватт) используются для пайки и лужения массивных деталей.
Термостабилизация жала позволяет использовать паяльники большой (50—100 Вт и более) мощности и при пайке электронных компонентов без риска их перегрева — это полезно при работе с многослойными печатными платами, монтажа компонентов с толстыми выводами, а также при демонтаже многовыводных ИС.

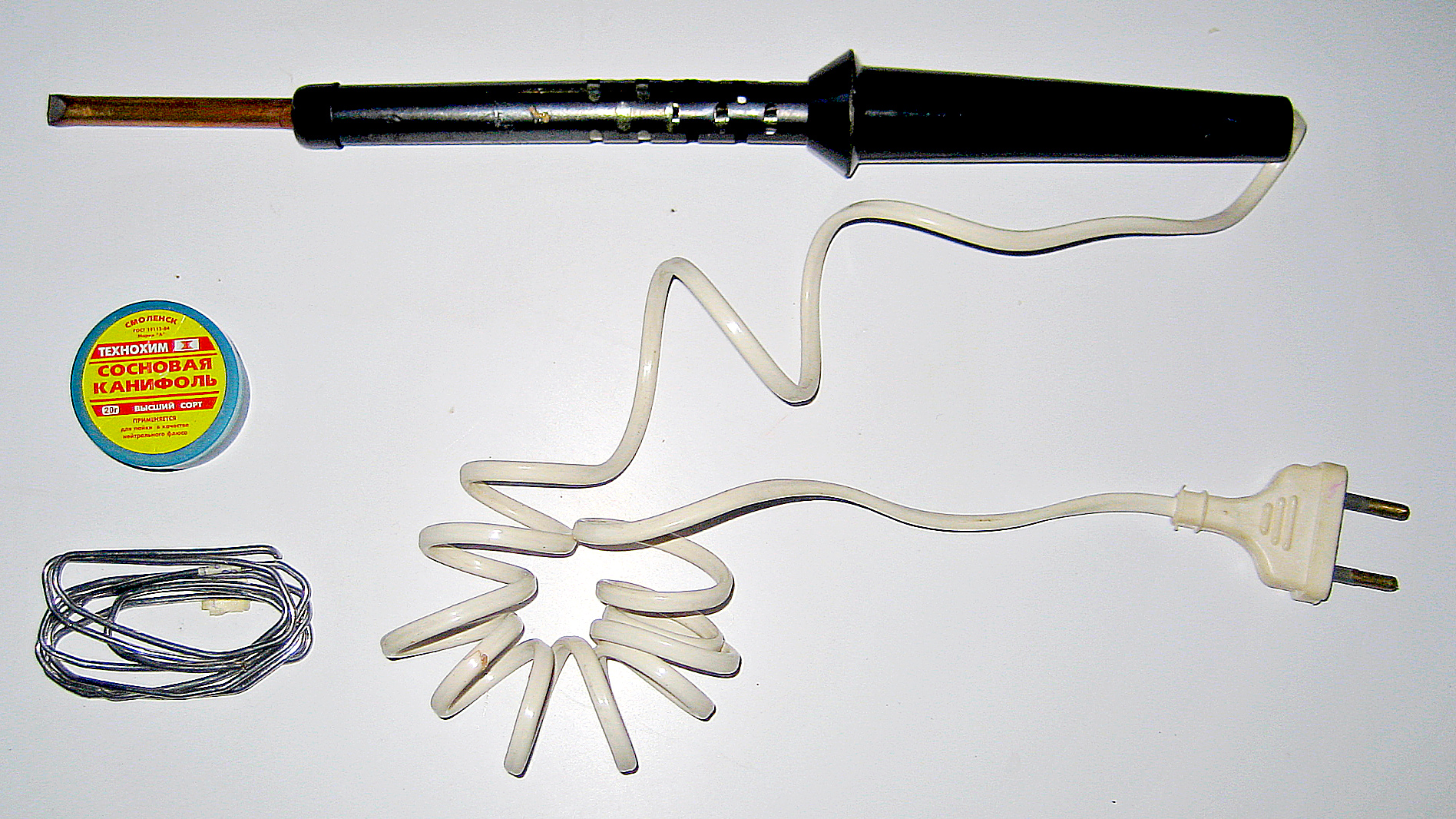
Паяльник, припой и сосновая канифоль

Паяльники для монтажа и ремонта электронных устройств часто изготовляются на низкие рабочие напряжения, от 12 до 42 В. Наиболее распространённое напряжение питание низковольтных паяльников 36 В, в настоящее время чаще используется напряжение 42 В. Питают низковольтный паяльник через понижающий трансформатор. Основная причина разработки низковольтных паяльников возникла в связи с необходимостью обеспечить защиту от поражения электротоком оператора при аварийном пробое или повреждении изоляции нагревательного элемента.
Вторая, не менее важная причина заключается в том, что пониженное напряжение значительно снижает вероятность повреждения полупроводниковых электронных компонентов ёмкостными наводками, амплитуда которых на жале обычного паяльника на 220 В достигает десятков, а то и 150 вольт, даже при отличной изоляции нагревателя. Применение разделительных трансформаторов 220 В / 220 В совместно с паяльниками на 220 В для гальванической развязки от сети широкого распространения не нашло. К достоинствам низковольтных паяльников следует отнести их большую по сравнению с 220-вольтовыми долговечность и ремонтопригодность (нагревательный элемент нихромовых паяльников намотан меньшим количеством витков проволокой большего диаметра).
Бо́льшая часть низковольтных паяльников поступает в продажу в комплекте с трансформаторным блоком питания: заводы изготовители именуют их сетевыми трансформаторными паяльниками. Некоторые их разновидности импульсных паяльников представляют собой ручку-пистолет с укреплённой на ней сетевым понижающим трансформатором. Его вторичная обмотка — это всего один-два витка толстого медного провода. К концам этой обмотки подключено жало-нагревательный элемент. К сети первичная обмотка трансформатора подключается только на время пайки, с помощью кнопки-клавиши. По внешнему виду такие сетевые трансформаторные паяльники с повторно-кратковременным режимом работы весьма схожи с более современными импульсными, отличающимися наличием высокочастотного преобразователя.
Для максимальной защиты от поражения электротоком, а также статического электричества и электромагнитных наводок жала паяльников в ряде случаев заземляют, уравнивая потенциалы жала, рабочей поверхности, монтируемой конструкции, а также оператора (для заземления тела человека используется заземляющий браслет, подключённый через защитный токоограничивающий резистор с номиналом порядка 1 МОм).
Следует предостеречь против распространённой ошибки: питания паяльника при работе с электронными устройствами от тиристорного регулятора напряжения — диммера. Выходное напряжение такого регулятора имеет несинусоидальную форму с крутыми фронтами в моменты открытия тиристора, и следовательно, имеет большой уровень высокочастотных гармоник. Это ведёт к появлению импульсов напряжения большой амплитуды на жале (ёмкостная наводка через ёмкость нагреватель — жало), способных вывести из строя многие полупроводниковые приборы и микросхемы, особенно это относится к приборам с изолированным затвором.
Также возрастает вероятность пробоя изоляции между нагревательным элементом паяльника и жалом, особенно если она слюдяная.

## Интересные факты
- Иногда паяльники комплектуются специальными насадками на жало, которыми можно производить резку и сварку пластиков, например, полиэтиленовой плёнки[2].
- Специально производимые жала типа «мини-волна» скошенной формы с углублением на поверхности скоса жала с успехом применяются для осуществления операции пайки многовыводных компонентов поверхностного монтажа с малым шагом выводов. Пайка протяжкой с подачей припоя становится гораздо более эффективной по сравнению с жалом скошенной формы без углубления. Такие жала изготовленные по композитной технологии позволяет регулярно использовать их в том числе и в условиях малой ремонтной мастерской, так как медное жало при протяжке капли-«волны» по группе выводов царапало бы плату, цепляло и гнуло бы выводы компонентов, так как каверна на медном жале росла бы и приобретала неправильные, острые рёбра.